# Ozero Maloe Dolinnoe
Der Ozero Maloe Dolinnoe (englische Transkription von russisch Озеро Малое Долинное Osero Maloje Dolinnoje, deutsch ‚Kleines-Tal-See‘) ist ein See im ostantarktischen Mac-Robertson-Land. Er liegt auf der Jetty-Halbinsel.
Russische Wissenschaftler benannten ihn.